# Roger Duguay
Pour les articles homonymes, voir Duguay.
Roger Duguay (né le 19 septembre 1963 à Maltempèque dans la province canadienne du Nouveau-Brunswick) est un homme politique canadien. Il est le premier chef francophone du Nouveau Parti démocratique du Nouveau-Brunswick, en fonction du 13 octobre 2007 au 25 octobre 2010.

## Biographie
Roger Duguay est né à Maltempèque, au nord-est du Nouveau-Brunswick. Il a fait une maîtrise en théologie avant de devenir prêtre dans le diocèse de Bathurst pendant dix ans. Il a ensuite été employé pour Pêcheries St-Paul de Bas-Caraquet et est actuellement enseignant suppléant.
Il a fait du bénévolat pour la Croix-Rouge, a siégé au Comité de parents du N.-B. et a travaillé avec la Société des Acadiennes et des Acadiens du Nouveau-Brunswick. Il est membre du Front commun pour la justice sociale. Grand voyageur, il a participé à un projet de développement communautaire en Haïti.
Il s'est présenté à trois reprises comme candidat du Nouveau Parti démocratique du Nouveau-Brunswick. Il a obtenu 21,2 % des voix en 1991, 13,5 % des voix en 1996 et 26,1 % des voix à l'élection générale de 2006. Ces résultats en 2006 ont été les meilleurs récoltés par un candidat du Nouveau Parti démocratique du Nouveau-Brunswick.
En 13 octobre 2007 Roger Duguay est élu le premier chef francophone du Nouveau Parti démocratique. Il est appuyé dans la course à la chefferie par Yvon Godin, député fédéral du Nouveau Parti démocratique pour Acadie-Bathurst.
Roger Duguay se présente comme candidat à Tracadie-Sheila pour l'élection générale de 2010. Jusqu'à présent, sa campagne électorale vise la responsabilité fiscale, l'avenir d'Énergie Nouveau-Brunswick, l'imputabilité des députés, et la défense des services de soins de santé et de l'éducation.
Lors de l'élection, son parti récolte 10 % des votes mais ne parvient pas à faire élire de député ; il est lui-même battu dans sa circonscription par Claude Landry. Il démissionne de son poste de chef le 25 octobre 2010.